# Onthophagus punctator
Onthophagus punctator là một loài bọ cánh cứng trong họ Bọ hung (Scarabaeidae).